# Langenes kirke

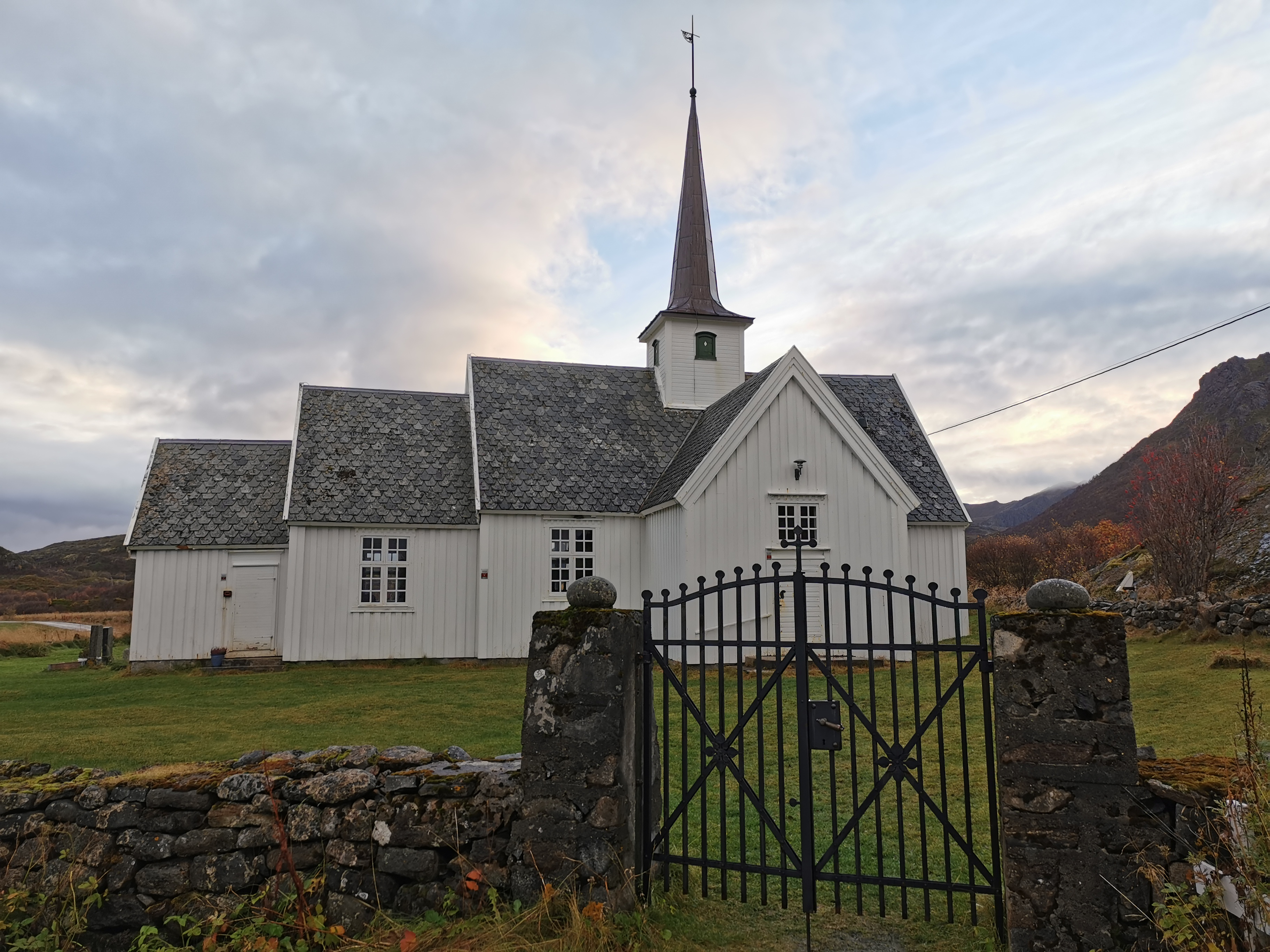
Langenes kirke im Oktober 2021

Die evangelisch-lutherische Langenes kirke (deutsch: Kirche von Langenes) ist eine Kirche nahe der Orte Langenes und Stø in der Kommune Øksnes in Vesterålen im Norden der norwegischen Provinz (Fylke) Nordland. Die weiße Holzkirche hat einen Grundriss in Kreuzform und verfügt über 165 Sitzplätze. Wie alt die Kirche tatsächlich ist, lässt sich nicht mit Gewissheit sagen. Lange Zeit war man davon ausgegangen, dass sie 1796 erbaut wurde. Heute nimmt man dagegen an, dass es sich bei der heutigen Kirche tatsächlich um dieselbe Kirche handelt, die bereits in älteren Dokumenten aus dem Jahr 1770 beschrieben wurde. Jahre später, 1788, ist in einer Aufzeichnung von einer Ruine die Rede, deren Dach bald einstürzt. Es wird davon ausgegangen, dass eben jene Kirche in den Jahren 1794/95 umfassend renoviert und marode Holzteile ausgetauscht wurden, bevor sie dann 1796 in neuem Glanz erstrahlte. Der Turm und die Sakristei wurden 1882 nochmals erneuert. In früherer Zeit gehörte die Langenes kirke als Außenstelle zur Øksnes kirke auf der Insel Skogsøya.
1929 wurde die Kirche unter Leitung des norwegischen Nationalarchivs erneut umfassend restauriert. Man geht davon aus, dass Teile der heutigen Kirche bereits aus dem Spätmittelalter stammen. Die Langenes kirke ist heute die älteste erhaltene Kirche in Vesterålen und als Kulturdenkmal geschützt. Sie ist bekannt für ihr altes Inventar, von dem sich mittlerweile einiges in der Dauerausstellung für Kirchenkunst im Tromsø Museum befindet. Das Altarbild der Kirche stammt von 1758 und wurde von Anders Brønlund und seiner Frau der Kirche geschenkt. Gemalt wurde es von dem aus Deutschland stammenden Maler Gottfried Ezechiel, dessen Gemälde in einigen Kirchen Nordnorwegens zu finden sind. Ein weiteres altes Gemälde in der Kirche mit einem besonderen Barockrahmen wurde der Kirche 1767 von dem adeligen Kapitän Hendrich La de Boer Friisland als Geste der Dankbarkeit geschenkt. Sein Schiff war zuvor an den Klippen der Küste zerschellt und gesunken, er und seine Mannschaft wurden von den Einwohnern gerettet und versorgt.
An der Stelle der heutigen Kirche ist auf einer Karte aus dem Jahr 1539 erstmals eine Kirche erwähnt. Nahe des Standorts der Kirche befand sich damals das Fischerdorf Langenesværet. Bis zur Mitte des 17. Jahrhunderts war Langenesværet ein bedeutendes Handelszentrum in der Region mit regelmäßigen Handelskontakten nach Trondheim und Bergen. Erst mit dem Wechsel zu größeren und motorisierten Booten, die nun andere Hafenverhältnisse erforderten als die im früheren Handel üblichen Frachtsegler, verlor Langenesværet zusehends an Bedeutung und wurde schließlich als Handelsort und Hafen nach dem Zweiten Weltkrieg ganz aufgegeben. Der Hafen hatte sich über die Jahre nach und nach ins benachbarte Stø verlagert, wo das Wasser tiefer ist und der Hafen bei Sturm besseren Schutz bietet. Heute ist die Gegend um die Bucht nahe der Kirche nahezu unbewohnt, der Hauptort Langenes liegt rund 400–500 m südwestlich der Kirche.
Der die Kirche umgebende Friedhof wird gegenwärtig nicht mehr genutzt. Nach 1945 fanden hier noch acht Begräbnisse statt, das letzte 1989. Der ursprüngliche Friedhof war wohl größer als die heutige Einfriedung, die aus dem Jahr 1928 stammt. Bei Grabungen stieß man auch außerhalb der heutigen Grenzen auf menschliche Knochen.
Auf einem Felsrücken nordwestlich der Kirche steht seit 1944 ein Denkmal in Form einer Steinstele mit 51 eingravierten Namen, welches an die auf See umgekommenen Fischer aus Langenes und den umliegenden Fischerdörfern Nyksund, Klo, Rosholmen, Husjord, Instø, Stø, Holm und Alsvåg erinnert.

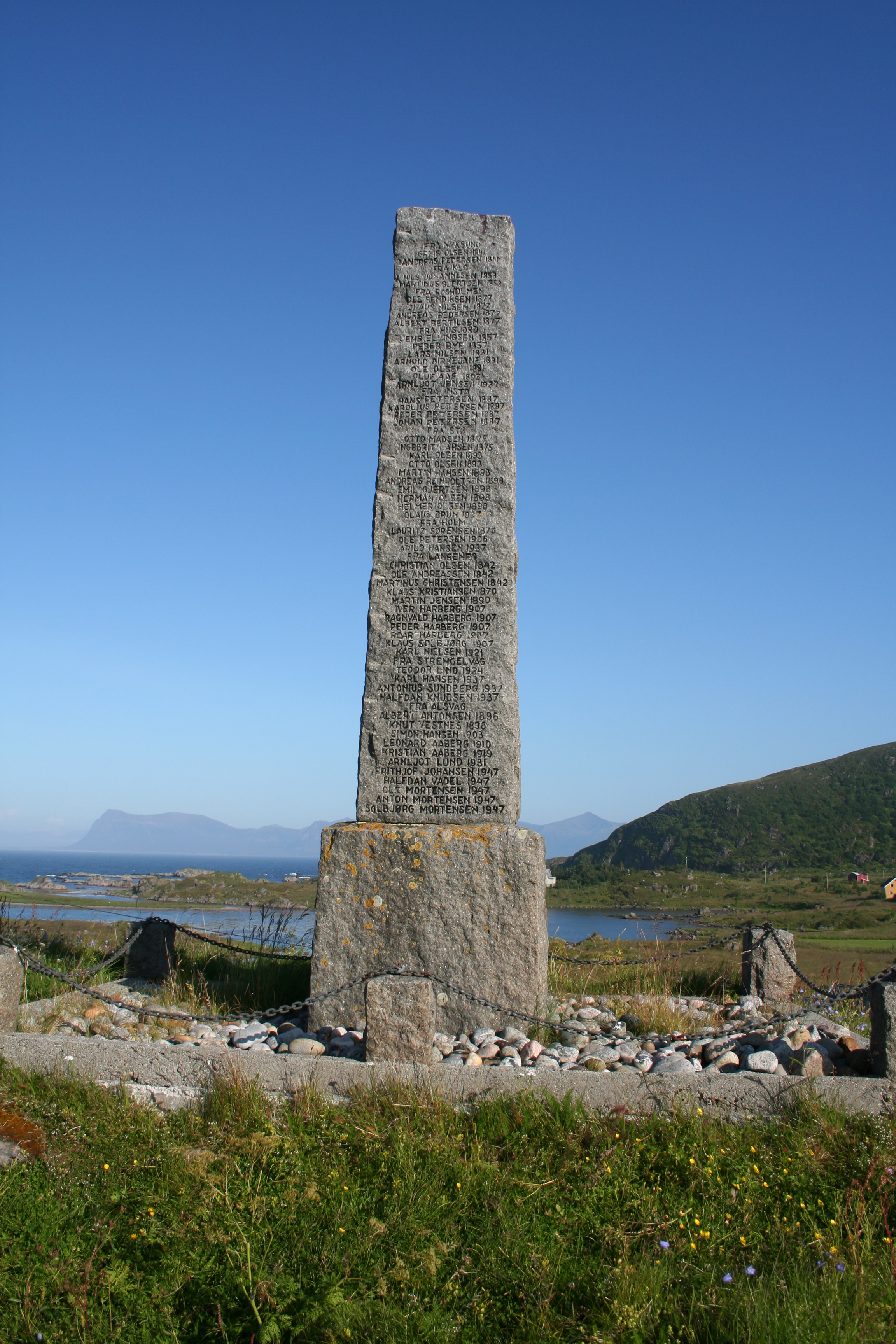
Gedenkstein auf dem Felsrücken hinter der Kirche
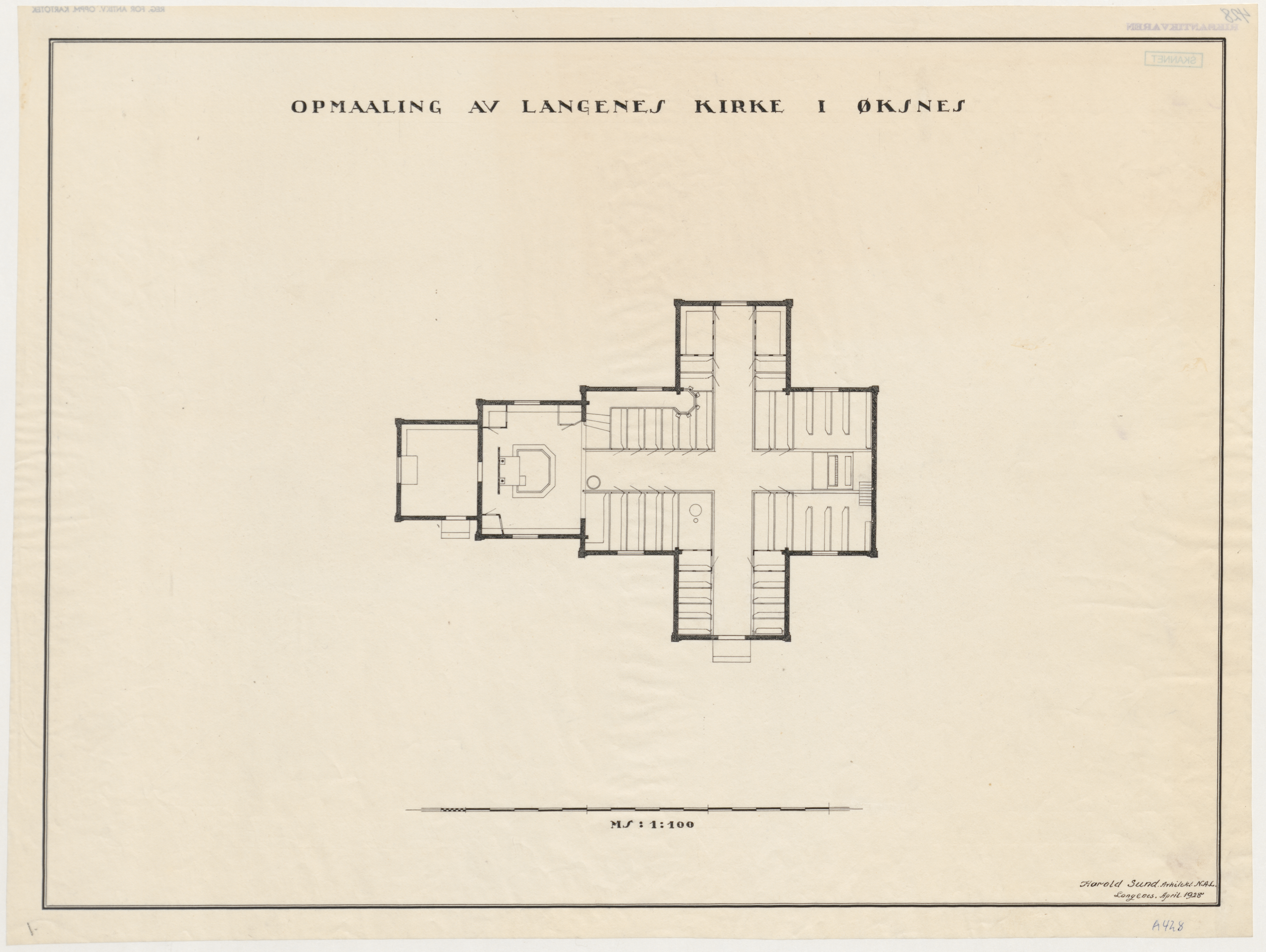
Grundriss der Kirche; Zeichnung des Architekten Harald Sund aus der Zeit der jüngsten Renovierung
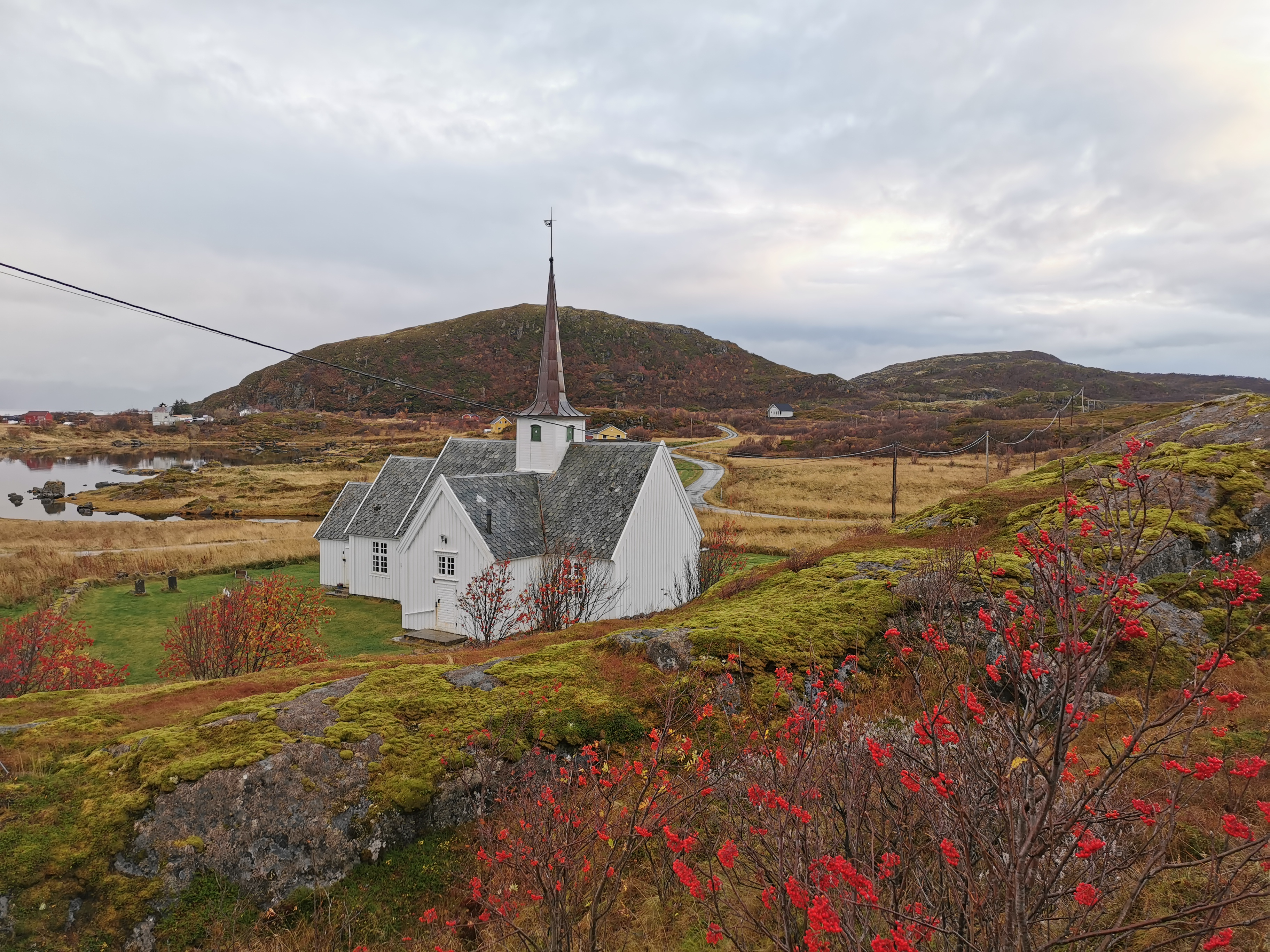
Blick aus Nordwesten auf die Kirche
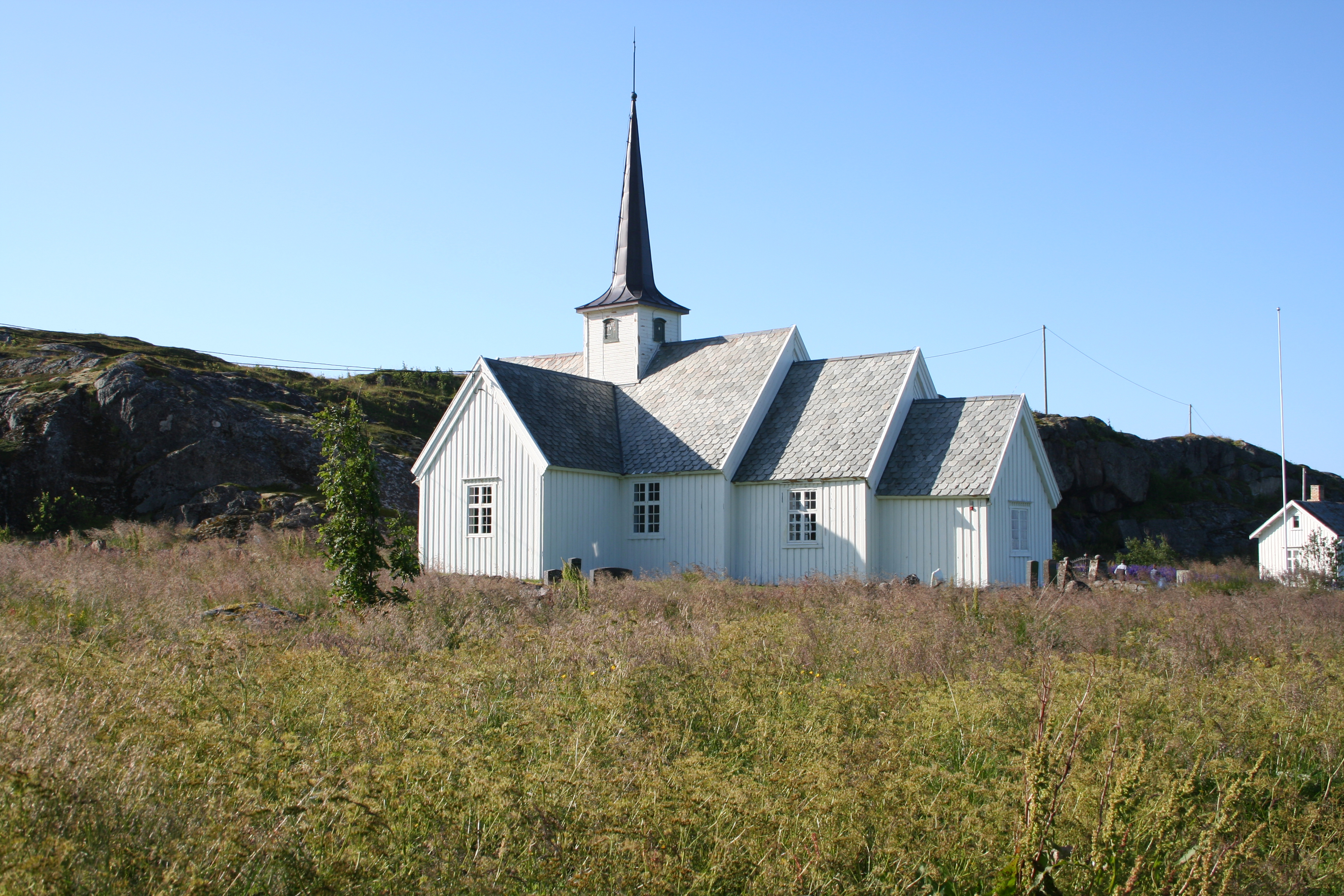
Blick aus Südosten auf die Kirche